# Chaka Cuo
Chaka Cuo (kinesiska: Zhacang Chaka, 扎仓茶卡, 茶卡错) är en saltsjö i Kina. Den ligger i den autonoma regionen Tibet, i den sydvästra delen av landet, omkring 880 kilometer väster om regionhuvudstaden Lhasa.
Genomsnittlig årsnederbörd är 346 millimeter. Den regnigaste månaden är februari, med i genomsnitt 47 mm nederbörd, och den torraste är december, med 5 mm nederbörd.